# Monocladum unipectinatum
Monocladum unipectinatum là một loài bọ cánh cứng trong họ Cerambycidae.